# Reinhard Hellmann (Ingenieur)
Reinhard Hellmann (* 25. August 1909 in Aachen; † 22. August 1995) war ein deutsch-amerikanischer Ingenieur.

## Leben und Tätigkeit
Nach dem Schulbesuch studierte Hellmann Ingenieurwesen an der Technischen Hochschule in Aachen, wo er 1932 den Abschluss eines Diplomingenieurs mit Auszeichnung erwarb, wofür er mit der Springorum-Denkmünze und dem Werner von Siemens-Bild geehrt wurde. 1937 promovierte er an derselben Einrichtung zum Dr. ing. In den Jahren 1930 bis 1933 wurde er als Assistent von Otto Blumenthal an dieser Einrichtung beschäftigt.
Infolge der Machtergreifung der Nationalsozialisten im Frühjahr 1933 wurde Hellmann aus politischen Gründen aus dem Dienst der TH Aachen verdrängt: Ihm war von Denunzianten vorgeworfen worden, sich zu Zeiten der Weimarer Republik zum Marxismus bekannt und „aus ihren Sympathien und ihrer Freundschaft zum russischen Bolschewismus kein [sic] Hehl gemacht hätten“. Stattdessen wechselte Hellmann, der seit 1935 als „Volljude“ galt, in den Dienst des Siemens-Halske-Zentrallabors in Berlin, für das er bis 1937 tätig war.
1937 siedelte Hellmann in die Vereinigten Staaten über, wo er 1944 eingebürgert wurde. Von 1937 bis 1939 arbeitete er dort als beratender Ingenieur (Consulting engineer) der Elektronikabteilung der Tris Sales Corporation. 1939 wurde er beigeordneter Chefingenieur (assistant Chief engineer) der Connecticut Telephone and Electric Corporation in New York, wo er sich mit militärischen Fernsprechgeräten befasste.
Von den nationalsozialistischen Polizeiorganen wurde Hellmann nach seiner Emigration als Staatsfeind eingestuft: Im Frühjahr 1940 setzte das Reichssicherheitshauptamt in Berlin – das ihn irrtümlich in Großbritannien vermutete – ihn auf die Sonderfahndungsliste G.B., ein Verzeichnis von Personen, die im Falle einer erfolgreichen deutschen Invasion Großbritanniens durch die Sonderkommandos der SS-Einsatzgruppen mit besonderer Priorität ausfindig gemacht und verhaftet werden sollten.
Ab 1947 arbeitete Hellmann für die Hazeltine Corporation in Little Neck als leitender Ingenieur an der Entwicklung von Schaltkreisen für Empfänger von Fernsehgeräten und wurde dort beigeordneter Vizepräsident und Chef der ingenieurtechnischen Versuchsabteilung der Elektronikabteilung (Electronics Division). Außer für ingenieurtechnische Tests (test Engineering) war er für die Leitung der Abteilung für technische Publikationen (technical publications Division) verantwortlich.

## Familie
Am 27. August 1944 heiratete Hellmann Ruth L. Payne, mit der er eine Tochter und einen Sohn hatte.